# Kolonia Myśliborzyce
Kolonia Myśliborzyce – wieś w Polsce, w województwie zachodniopomorskim, w powiecie myśliborskim, w gminie Myślibórz.
31 grudnia 1951 nazwę gromady Kolonia Myśliborzyce w gminie Myślibórz zmieniono na Plutno.
W latach 1975–1998 miejscowość administracyjnie należała do województwa gorzowskiego.